# Eucalyptus elaeophloia
Eucalyptus elaeophloia är en myrtenväxtart som beskrevs av Chappill, Crisp och Prober. Eucalyptus elaeophloia ingår i släktet Eucalyptus och familjen myrtenväxter. Inga underarter finns listade i Catalogue of Life.